# 第9屆金馬獎
第9屆金馬獎，由中華民國官方舉辦的國產電影評選活動，為1971年台灣與華語電影業界的年度盛事之一。

## 簡介
本屆香港電影以《董夫人》為首，旅美好萊塢影藝學院會員盧燕以此片獲影后獎，而《董夫人》雖為黑白片，但仍獲攝影獎與美術設計獎。邵氏公司小生金峰以《啞巴與新娘》獲演員特別獎。
此時期臺灣電影如日中天，《緹縈》一片使首屆影帝王引二度稱帝，並獲最佳影片獎。丁善璽導演以《落鷹峽》獲最佳導演獎，陳莎莉以此片獲佳女配角獎。白景瑞之《再見阿郎》捧紅閩南語演員柯俊雄；另，岳陽、徐楓也獲頒最有希望男女演員獎，瓊瑤電影仍屬熱潮，《庭院深深》王戎獲最佳男配角獎。

## 入圍暨得獎名單
- 第15屆之前，金馬獎採事前公佈得獎名單的方式，因此無「入圍名單」。[1]

下列之標記為該獎項之得獎者。
壹、影片獎項

### 優等紀錄片
貳、個人獎項

### 最佳紀錄片策劃
叄、非正式競賽

## 得獎統計
總共有14部電影獲獎，僅計入正式競賽獎項。
| 得獎數量 | 電影名稱           | 得獎獎項                                                                                     |
| -------- | ------------------ | -------------------------------------------------------------------------------------------- |
| 6        | 《緹縈》           | 最佳劇情片、最佳男主角、最佳編劇、最佳彩色影片攝影、最佳彩色影片美術設計、最佳音樂（非歌劇） |
| 4        | 《落鷹峽》         | 優等劇情片、最佳導演、最佳女配角、最佳錄音                                                   |
| 3        | 《董夫人》         | 最佳女主角、最佳黑白影片攝影、最佳黑白影片美術設計                                           |
| 2        | 《青年假期第三輯》 | 優等紀錄片、最佳紀錄片策劃                                                                   |
| 2        | 《精忠報國》       | 優等劇情片、最佳童星                                                                         |
| 2        | 《庭院深深》       | 優等劇情片、最佳男配角                                                                       |
| 1        | 《新獨臂刀》       | 最佳剪輯                                                                                     |
| 1        | 《太極拳》         | 最佳紀錄片攝影                                                                               |
| 1        | 《一日千里》       | 優等紀錄片                                                                                   |
| 1        | 《萬壽無疆》       | 優等紀錄片                                                                                   |
| 1        | 《條條道路通自由》 | 優等紀錄片                                                                                   |
| 1        | 《光輝的雙十》     | 最佳紀錄片                                                                                   |
| 1        | 《十二金牌》       | 優等劇情片                                                                                   |
| 1        | 《母與女》         | 優等劇情片                                                                                   |

## 外部連結
- 第9屆金馬獎名單（页面存档备份，存于）（繁體中文）
- 時光網-第9届台湾电影金马奖（页面存档备份，存于）